# Diego Maria Rosa
Diego Maria Rosa, al secolo Gualtiero (Poncarale, 20 febbraio 1953), è un abate e religioso italiano, dal 21 ottobre 2010 8º abate ordinario dell'abbazia territoriale di Monte Oliveto Maggiore.

## Biografia
È nato a Poncarale, in provincia e diocesi di Brescia, il 20 febbraio 1953.

### Formazione e ministero sacerdotale
Dopo aver compiuto gli studi primari, ha deciso di seguire la sua vocazione sacerdotale, così, terminati gli studi liceali, è entrato nel noviziato dell'abbazia di Monte Oliveto Maggiore.
Il 13 agosto 1972, all'età di diciannove anni, ha fatto la sua professione monastica temporanea, e quattro anni dopo, l'8 settembre 1976, ha professato i voti perpetui, entrando ufficialmente nella Congregazione benedettina olivetana. Nel frattempo ha frequentato il quinquennio di filosofia e teologia.
Il 22 giugno 1980 è stato ordinato presbitero.
Dopo l'ordinazione, gli è stato assegnato l'incarico di viceparroco nel monastero parrocchiale di San Nicola a Rodengo-Saiano, dove è rimasto per tre anni, fino al 1983, e l'anno successivo è stato nominato economo dell'abbazia di San Miniato al Monte a Firenze, rimanendovi fino al 1991. Dal 1992 al 1996 è stato parroco della parrocchia di San Bernardo Tolomei a Siena, ed è stato poi trasferito come segretario dell'abate generale e cancelliere della Congregazione di Santa Maria di Monte Oliveto Maggiore, fino al 1998.
Nel 1999 è stato eletto superiore dell'abbazia della Beata Vergine del Pilastrello di Lendinara, diocesi di Adria-Rovigo e provincia di Rovigo. Il 21 gennaio 2000 è stato eletto abate della stessa abbazia e ha ricevuto la benedizione abbaziale il 13 febbraio 2000 dal vescovo di Adria-Rovigo Martino Gomiero. In questi dieci anni ha ricoperto anche l'ufficio di padre maestro dei novizi.

#### Abate ordinario di Monte Oliveto Maggiore
Il 21 ottobre 2010 papa Benedetto XVI ha ratificato l'elezione canonicamente fatta dal Capitolo generale della Congregazione e lo ha nominato VIII abate ordinario dell'abbazia territoriale di Monte Oliveto Maggiore; è succeduto al dimissionario Michelangelo Maria Tiribilli. Contestualmente alla nomina è divenuto anche abate generale della Congregazione di Santa Maria di Monte Oliveto Maggiore, con sede nell'abbazia. Nello stesso anno ha fatto il suo ingresso nella cattedrale della Natività di Maria di Monte Oliveto Maggiore. Nella prima versione dello stemma aveva scelto come motto Sub tuum praesidium, che in italiano significa "sotto la tua protezione" ed è l'incipit dell'omonima antifona mariana.
È stato riconfermato nell'incarico nel 2016. Il 20 dicembre 2022 papa Francesco lo ha nominato nuovamente abate ordinario della stessa abbazia territoriale, confermando la rielezione effettuata dal Capitolo generale della Congregazione benedettina olivetana nel novembre 2022.
È membro della Commissione episcopale per la liturgia della Conferenza Episcopale Italiana.